# バターリャ修道院
バターリャ修道院は、ドミニコ修道会の修道院であり、ポルトガル・レイリア地方の都市であるバターリャにある。ポルトガルにおける後期ゴシック建築の傑作であり、マヌエル様式も用いられている。バターリャ修道院は、切妻屋根、尖塔と小尖塔、控え壁によって多くの人々を驚嘆させる。
バターリャ修道院は、ポルトガルの独立を象徴する建築物であり、1983年、ユネスコの世界遺産に登録された。

## 歴史
正式名聖母マリア修道院（ポルトガル語表記でMosteirode Santa Maria da Vitória）で知られるバターリャ修道院は、1385年8月14日、バターリャ近郊で行われたアルジュバロータの戦いで、カスティーリャ王国軍をジョアン1世が打ち破ったことを聖母マリアに感謝するために建設が開始された。アルジュバロータの戦いは、1383年からカスティーリャ王国とポルトガルとの間で展開された戦争において、ポルトガルの勝利を決定付けた戦いとして知られ、バターリャとはポルトガル語で「戦闘」を意味する。
修道院は、2世紀にかけて建設された。建設が開始されたのは、1386年であり、1517年にある程度の完成を見せるが、その間に、ポルトガルの国王は、7人が在位したことになる。

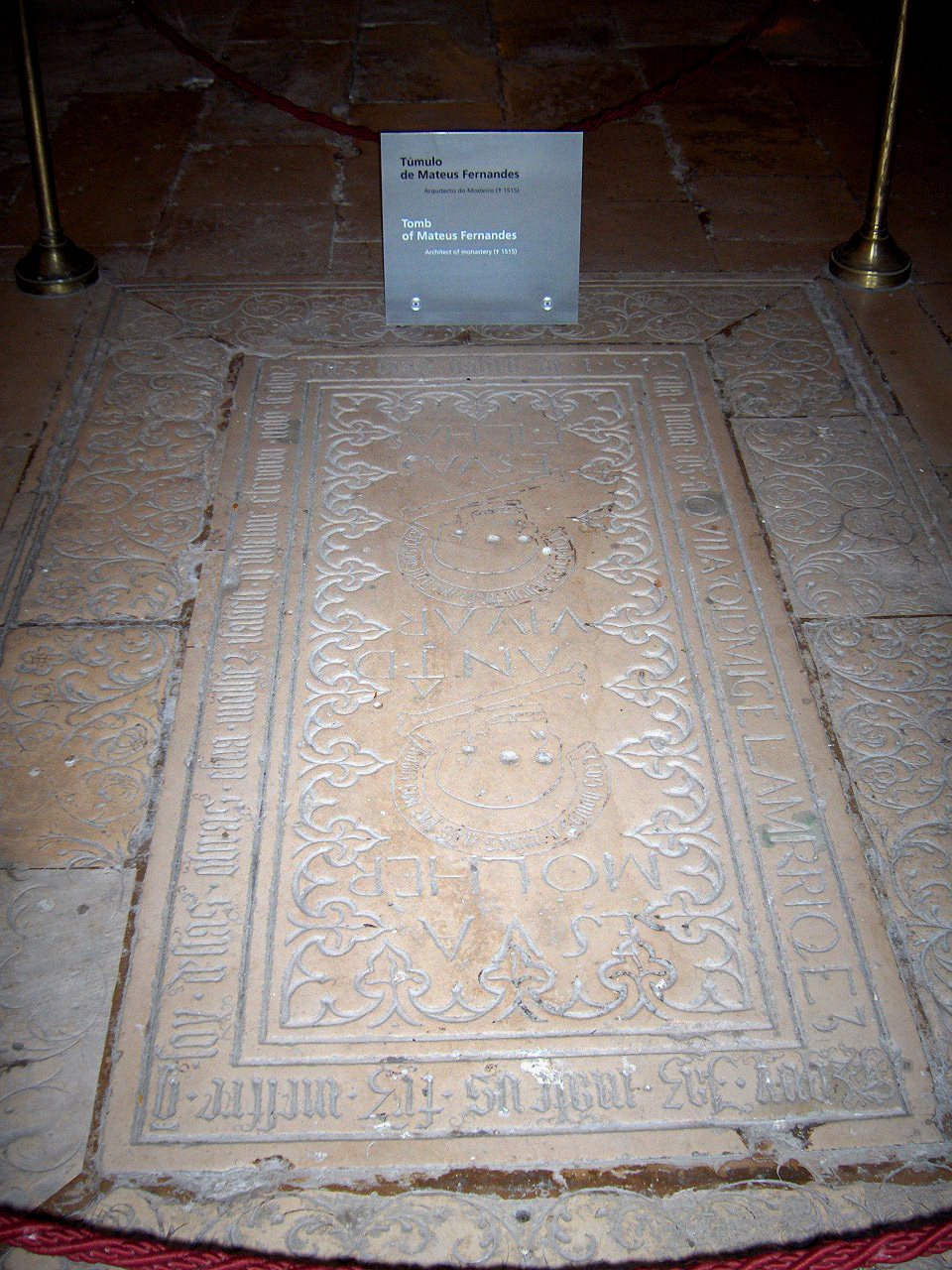
マテウス・フェルナンデスの墓

修道院の建設には15人の建築家が携わったが、その中でも、6人の建築家の名前（アフォンソ・ドミンゲス、フュゲット、フエルニヤーオ・ド・エヴォラ、マテウス・フェルナンデス、ディエゴ・ボイタック、ジョアン・ド・カスティーリョ）が知られている。また、膨大な人的、物的資源が投入されると同時に、バターリャ修道院の建設を通して、ポルトガルは国内では未知であった建築技術、芸術様式が導入され、独自の発展を遂げた。
最初に1386年より建設に従事した建築家は、アフォンソ・ドミンゲス（pt:Afonso Domingues）である。1402年まで、建築作業を続けたドミンゲスが修道院の計画を立て、多くの建築物を建てた。ドミンゲスの様式は、本質的には、レイヨナン・ゴシック形式であったが、イングランドの14世紀から15世紀に流行した垂直様式の影響も受けている。ヨーク教会堂（en:York Minster）のファサードやカンタベリー大聖堂の身廊や翼廊とバターリャ修道院は多くの類似点を持つ。
1402年から1438年までは、フュゲット（pt:David Huguet）が建設を指示し、バターリャ修道院にフランボワイヤン式を導入した。バターリャ修道院におけるフランボワイヤン式は、メイン・ファザード、参事会室のドーム、創設者の礼拝堂、未完の礼拝堂の基礎構造、修道院の東及び北の身廊に見ることができる。フュゲットは、身廊の高さを32.46mまで伸ばし、均整を保つために、教会の内部を狭く見せようとした。フュゲットは、翼廊を完成させたが、礼拝堂については完成させることなく生涯を終えた。
アフォンソ5世時代の1448年から1477年の間には、ポルトガル人建築家であるフエルニヤーオ・ド・エヴォラが建築作業を続け、アフォンソ5世の回廊を増築した。
マテウス・フェルナンデス（en:Mateus Fernandes）が1480年から1515年の間、建築を指示した。未完の礼拝堂の入口にマヌエル建築を導入した。ディエゴ・ボイタック（pt:Diogo Boitaca）がマテウス・フェルナンデスとともに作業を行ったが、ボイタックは、狭間飾りをかつてドミンゲスが手がけた王の回廊のアーケードに施した。
ジョアン・ド・カスティーリョによって、ジョアン3世時代まで、ルネサンス建築様式がバターリャ修道院に導入されるなど、バターリャ修道院の建築は継続されたが、リスボンのジェロニモス修道院の建設に全力を注ぐジョアン3世の決定によって、建設が中止されることとなった。
その後、バターリャ修道院は、1755年のリスボン大地震によって損害をこうむったが、これよりも多くの被害を受けたのがナポレオン配下の将軍アンドレ・マッセナによる破壊である。ナポレオン支配に対して起きたスペイン独立戦争がイベリア半島で展開された1810年から1811年にかけて、バターリャ修道院は多くの被害を受けた。また、1834年には、ドミニコ修道会がバターリャ修道院の建築物群から追放されると、修道院は放置され、廃墟と化した。
1840年、フェルナンド2世がゴシック建築の傑作であるバターリャ修道院の修復を宣言し、その作業は、20世紀の初めまで続いた。1980年には、修道院は博物館へと転換された。

## 構造

### 修道院内の位置関係

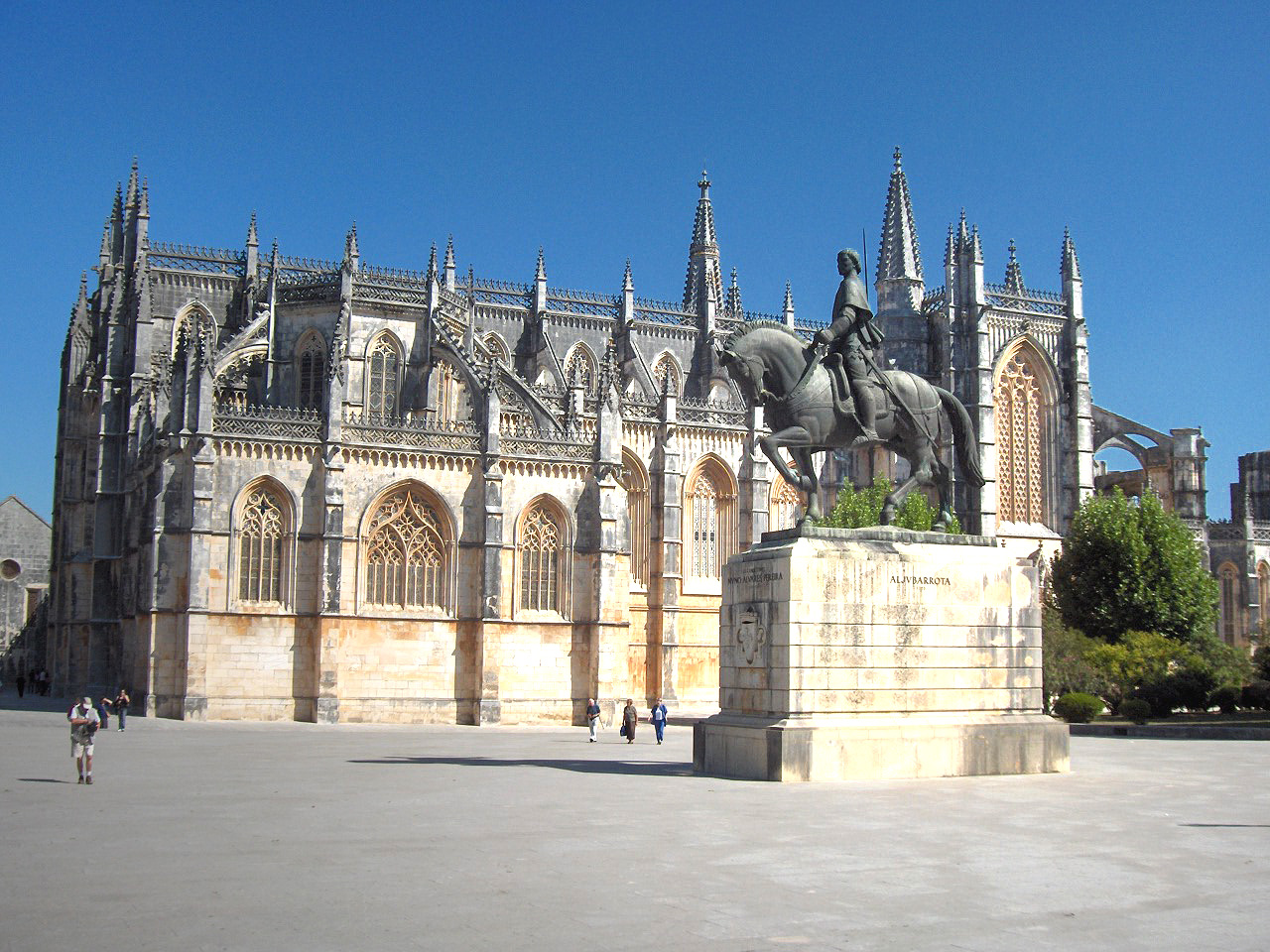
騎馬像のある南側の広場から見たバターリャ修道院の外観。修道院の入口は、この画像では、左側になる。

バターリャ修道院の外装は、ポルト・ド・モスで産出された石灰岩によって構成されており、時が経過するにつれて、黄土色へと変色していった。バターリャ修道院の外装は、レイヨナン式とフランボワイヤン式といったゴシック建築の様式に加え、ルネサンス建築が融合した稀有な例であり、また、イングランドの垂直様式の要素を強く持つ。他の全てのドミニコ修道会の教会のように、バターリャ修道院は鐘楼を持たない。
騎馬像のある広場に面した西側のファサードは、控え壁と巨大な片蓋柱によって3つに仕切られている。西側のファサードの壁を隔てて、創設者の礼拝堂があり、このファサードの右手には、未完の礼拝堂がある。
修道院の入口は、この西側のファサードが南に面していることから、騎馬像を左に見ながら右側に曲がったところ、西側の広場に面している。この入口から修道院内部に入り、左手に王の回廊があり、王の回廊の東側には、参事会室、王の回廊の北側には、アフォンソ5世の回廊がある。

### 入口

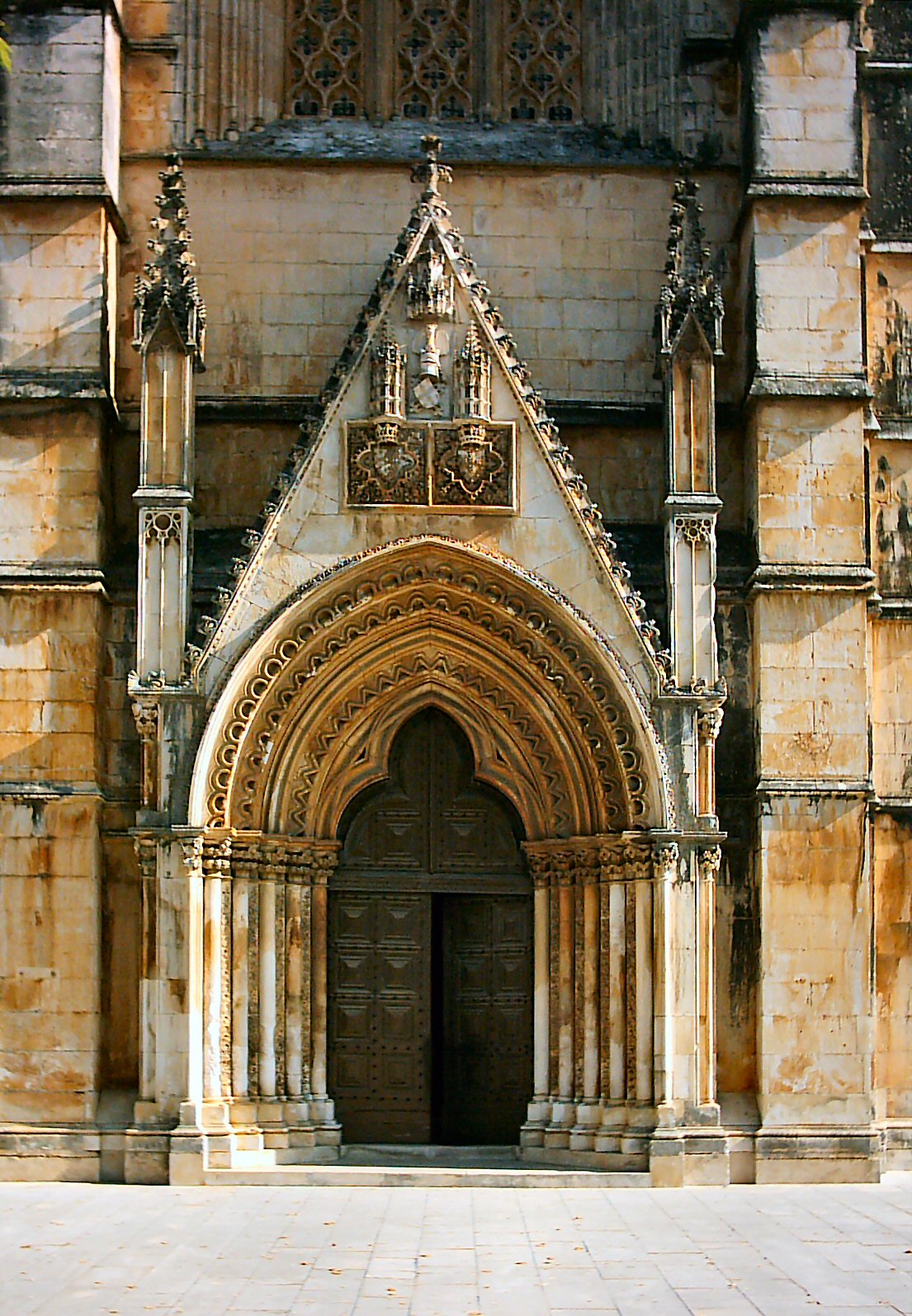
バターリャ修道院のポータル（入口）

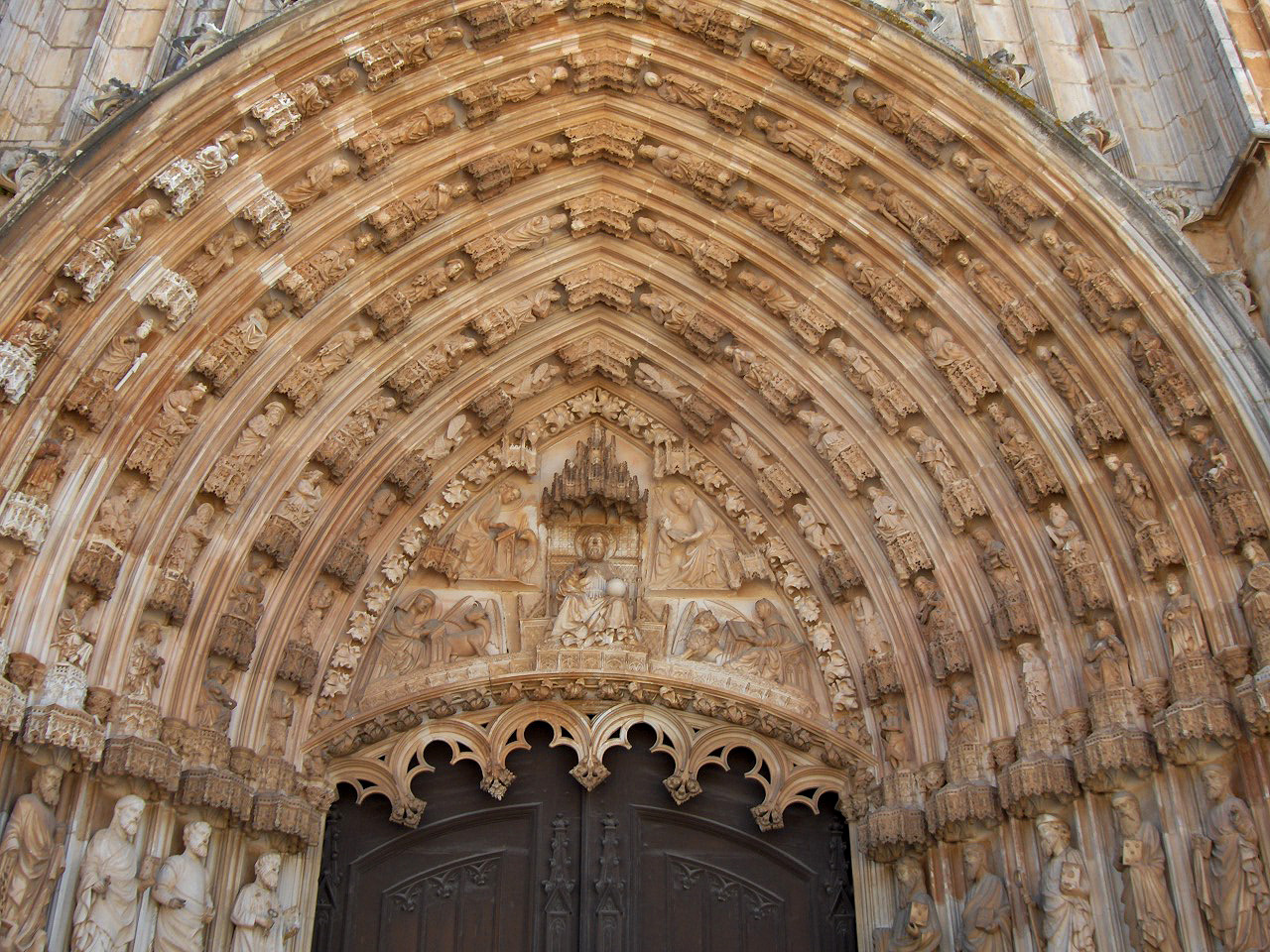
バターリャ修道院の入口のアーチ・ヴォールトを拡大して写した写真。キリストの戴冠

西側の広場に面している修道院の入口は、アーチ・ヴォールトの形をとっており、そのヴォールトの中には、78の聖像が飾られている。78体の聖像は6列に分けて並んでおり、それぞれに旧約聖書に登場してくる王、天使、預言者、聖者が天蓋の下に並んでいる。また、ヴォールトから地面へとつながる部分の両脇には、使徒と鎖で縛られた悪魔の彫像がある。加えて、修道院の入口のアーチ・ヴォールトの上部の三角形のような形をしたスペースには、キリストの戴冠の様子が彫刻で施されている。

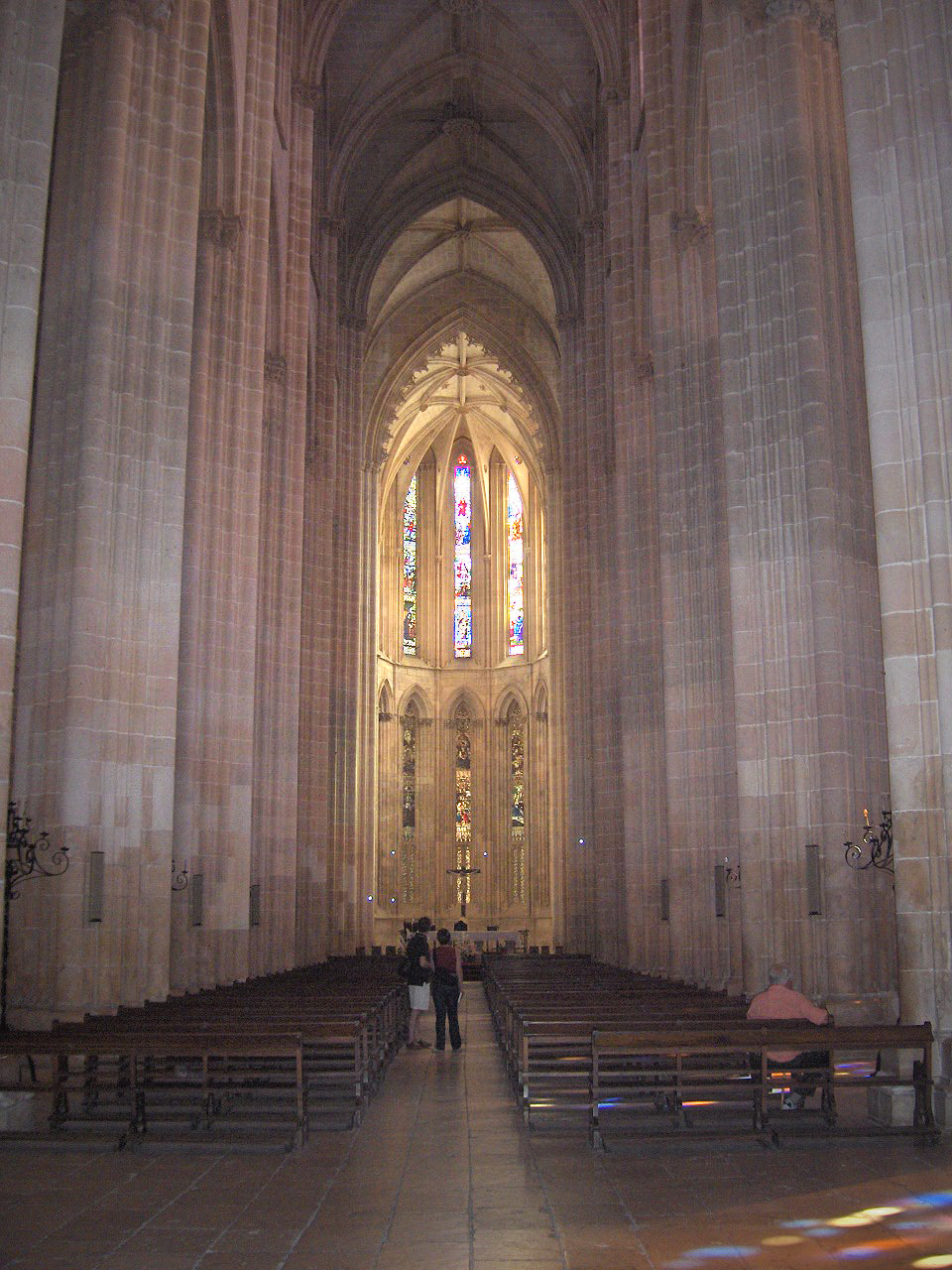
身廊。正面にはステンドグラスがある。

### 身廊
修道院の身廊の高さは32mあり、均整を保つために幅は、22mと狭い。現在ある高さにまで設計、建築したのは、2人目の建築家であるフュゲットである。身廊には、彫像や装飾物が少ないため、落ち着いた印象を与える。天井は、複数の支柱と装飾されたキーストーンで構成されたリブ・ヴォールトである。光は、10枚あるステンドグラスから射し込まれてくる。
バターリャ修道院は、ポルトガルにおいて、最初にステンドグラスを備えた教会建築である。フランケン地方やニュルンベルク地方のドイツ人の芸術家がバターリャに持ち込んだとされ、最古のステンドグラスは、1430年代末のものである。
マテウス・フェルナンデスと彼の妻は入口の近くの大理石の下に埋葬されている。また、創設者の間礼拝室の近くには、アルジュバロータの戦いで、ジョアン1世の命を救った騎士Martim Gonçalves de Maçadaの墓も近くにある。

### 創設者の礼拝堂

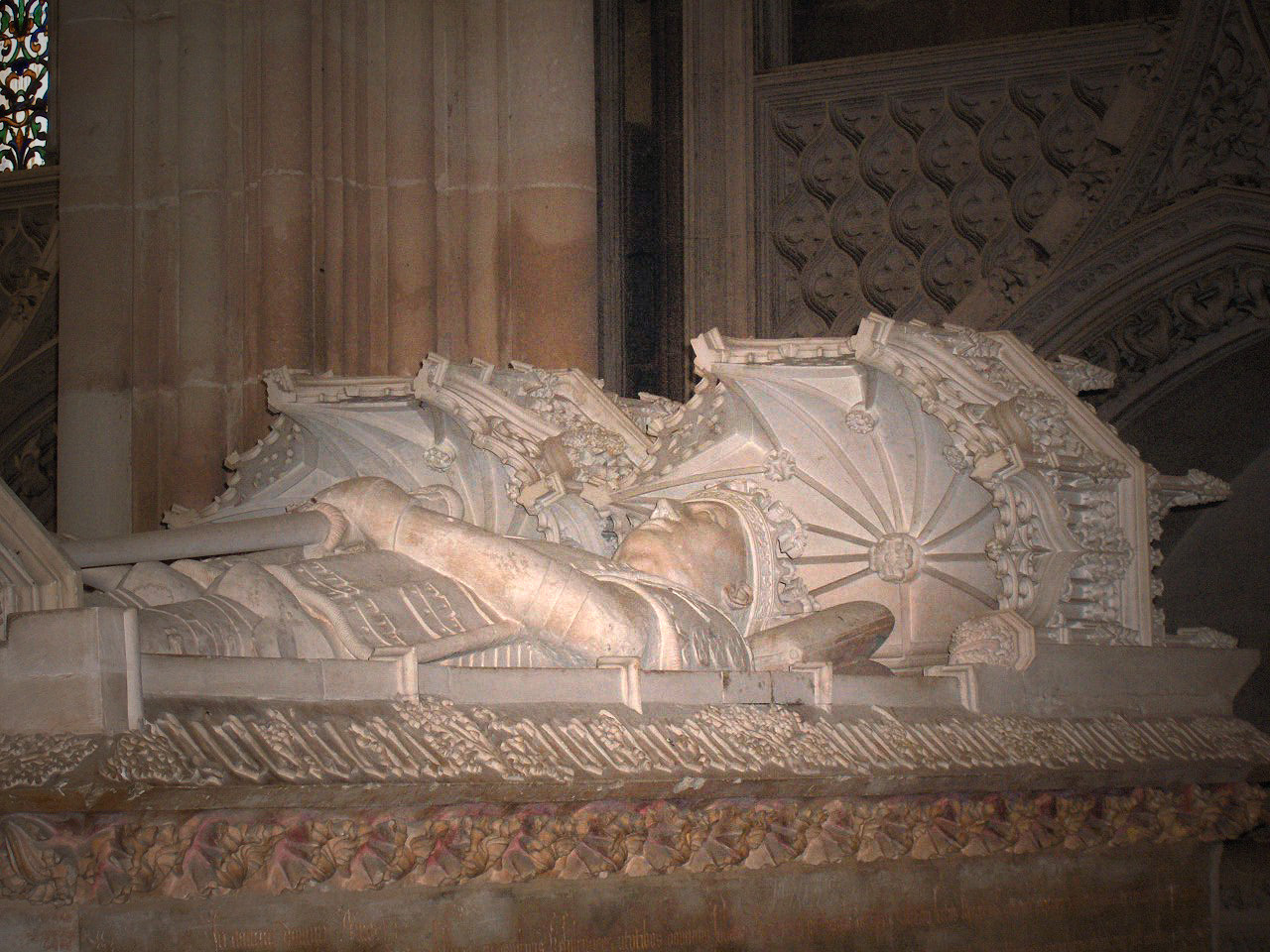
ジョアン1世の墓

創設者の礼拝堂（ポルトガル語表記でCapela do Fundador）は、1426年から1434年にかけて、ジョアン1世の指示のもと、フュゲットが建設したポルトガルで最初のパンテオンである。フランボワイヤン式とイングランドの垂直様式の調和を見ることができる。礼拝堂は、3つの格間と中央の8本の支柱によって控え壁が設けられた八角形の空間に分けられる。8本の支柱にはアーチ（ヴォールト）がかけられており、クロケットと呼ばれるゴシック建築に特有の装飾が施されている。中央には、ジョアン1世と王妃のフィリパ・デ・レンカストレ（フィリッパ・オブ・ランカスター）の棺が置かれている。当時のポルトガルとイングランドの良好な関係を象徴している紋章が見て取ることができる。墓には、ジョアン1世のモットーであるPor bem(For the better)と王妃フィリパのモットーであるYl me plet(I'm pleased)が繰り返し彫られている。
ジョアン1世と王妃フィリパの墓の南側には、ペドロ王子、エンリケ航海王子、フェスで客死したフェルナンド聖王子の墓がある。また、歴代のアヴィス家の国王であるアフォンソ5世、ジョアン2世（ただし、墓の中身は、半島戦争の際に遺骨を捨てたため、空っぽである）、17歳の若さで夭逝したジョアン2世の息子であるアフォンソ王子の墓もある。　

### 未完の礼拝堂

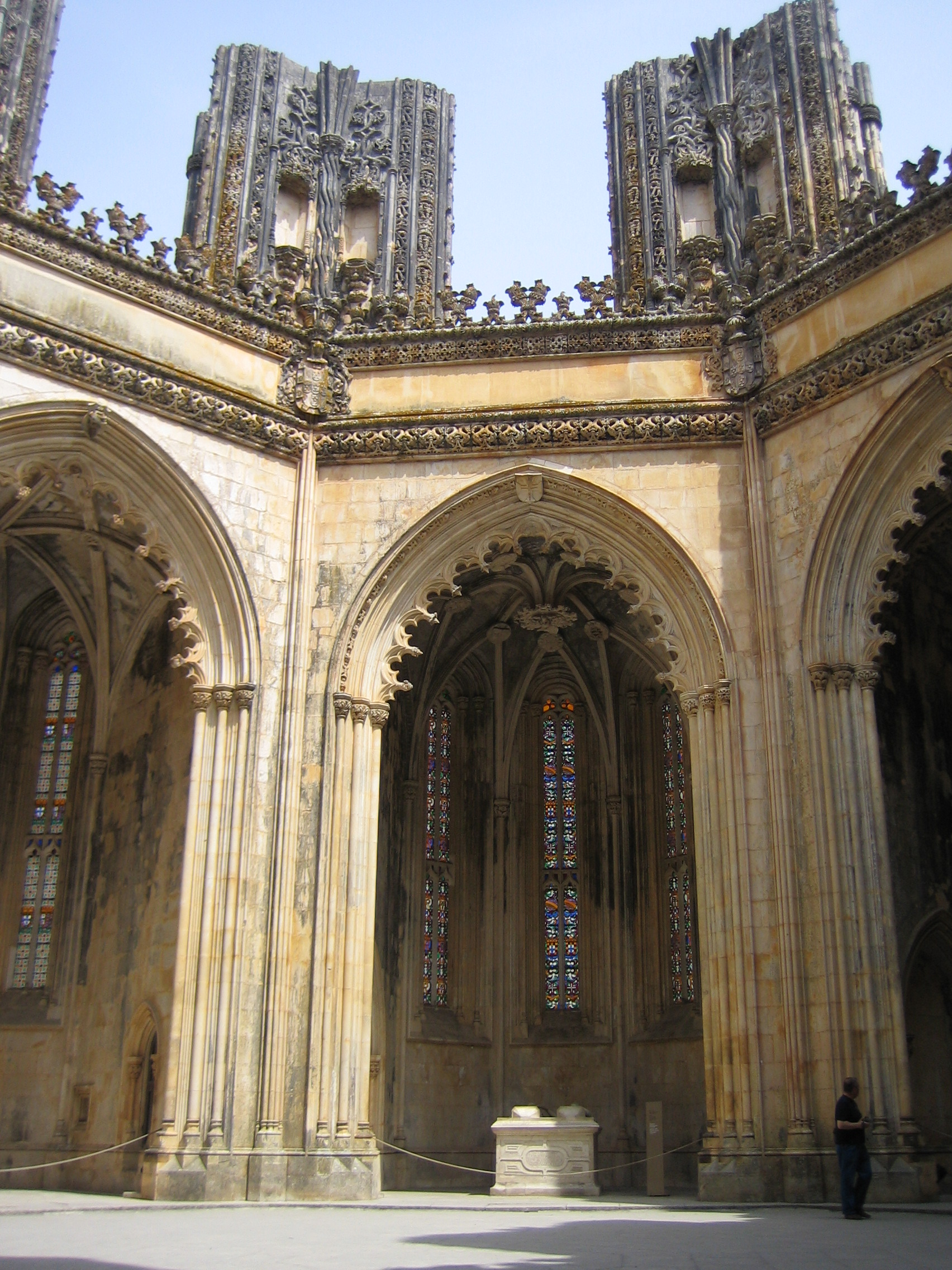
未完の礼拝堂

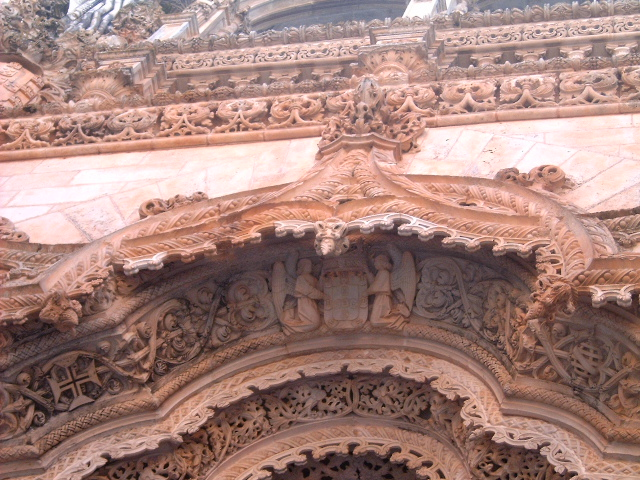
未完の礼拝堂の玄関を飾るマヌエル様式の彫刻

未完の礼拝堂（ポルトガル語表記でCapelas Imperfeitas）は、バターリャ修道院が完成形を見ることがなかったことを示す証でもある。未完の礼拝堂自体は、ドゥアルテ1世によって、1437年に着工した。目的は、ドゥアルテ1世と彼の子孫が埋葬されるための王室の第2の霊廟であったが、実際には、ドゥアルテ1世とその妻であるレオノール・デ・アラゴンの2人のみが埋葬されている。
未完の礼拝堂は、もともとフュゲットが設計したものであるが、後にマテウス･フェルナンデス設計のものが現存の礼拝堂の主な姿となっている。礼拝堂のそれぞれの角には、ヴォールトを支えるために作られた未完の控え壁がある。また、マヌエル様式の彫刻が施される形で、ボイタックが設計した支柱が立つ。
礼拝堂の入口は、15mの高さになっている。もともとはゴシック建築の手法が用いられていたが、マテウス・フェルナンデスの手によって、マヌエル様式の傑作へと変わり、1509年に完成した。華美で、またスタイリッシュであるマヌエル様式の彫刻は、天球、翼を生やした天使、ロープ、円、木の切り株、クローバーの形をしたアーチといった形で表現されている。また、バターリャ修道院建築において庇護者の立場を採ったマヌエル1世やドゥアルテ1世のモットーでもある"Leauté faray tam yaserei"（朕は常に忠実なり）という言葉が200以上、礼拝堂の中のヴォールトやアーチ、柱に施されている。
1533年ごろには、ジョアン・ド・カスティーリョの手によって、ルネサンス建築の手法である涼み廊下が施された。

### 参事会室
参事会室（ポルトガル語でSala do Capitulo）は、王の回廊の東側（すなわち、奥）にある。
参事会室を訪れることで、この修道院の建築の出発点に戦争があったことを人々に思い起こさせる。第一次世界大戦で亡くなった2人の無名の戦士の墓を守る形でガードマンが立っている。
この部屋の特筆すべき点は、柱が1本もない形でヴォールトが完結している点である。フュゲットの手によって設計されたという伝聞が残る。
1508年、部屋の東の壁面にステンドグラスが施された。このステンドグラスはキリストの苦難の場面を表している。

### 王の回廊

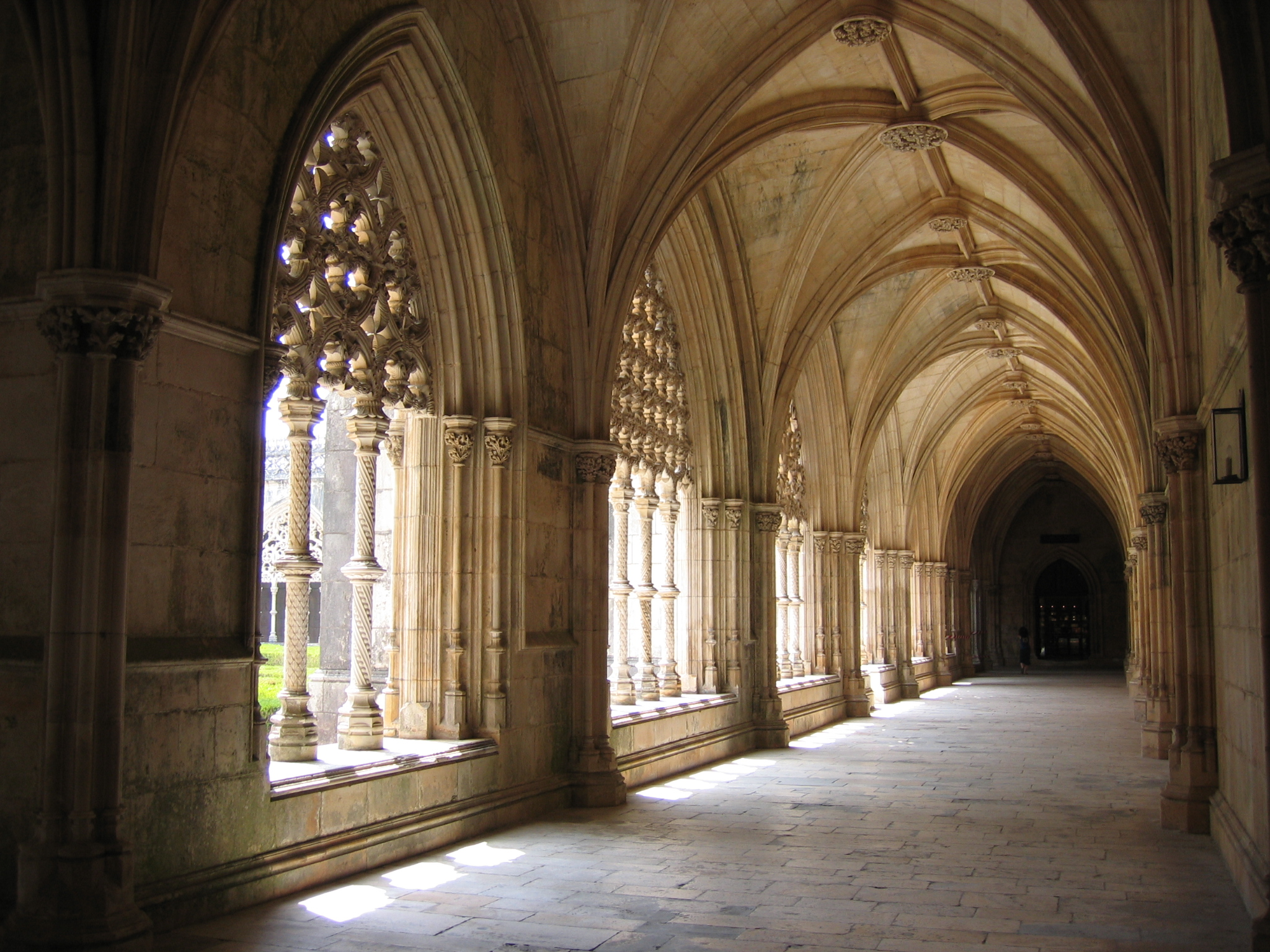
マヌエル様式の装飾が美しい王の回廊

王の回廊（ポルトガル語でClaustro Real）は、もともとは、バターリャ修道院の建設計画になかったものである。フェルニヤーオ・ド・エヴォラが1448年から1477年にかけて建設した。王の回廊に残されている彫刻は、マヌエル様式とゴシック様式を上手に融合させており、第2の建築家であるフュゲットが最初に施し、後にマテウス・フェルナンデスが追加している。

### 洗盤
洗盤は、王の回廊の北西の角に置いてある。バターリャ修道院に設置してある洗盤は、マテウス・フェルナンデスの作品である。水が出る装置と2つの小さな洗面器からなり、洗盤の周りの複雑な狭間飾りを通して、全体が金色の光に包まれている。

### アフォンソ5世の回廊
王の回廊に隣接するアフォンソ5世の回廊（ポルトガル語表記でClaustro de D. Afonso V）は、2つの尖ったアーチを持つゴシック様式の回廊である。15世紀の半ばに、フェルニヤーオ・ド・エヴォラが建設した。フラボイヤン式でアフォンソ5世の回廊よりもやや大きい王の回廊とのコントラストを見ることができる。回廊のヴォールトには、ドゥアルテ1世とアフォンソ5世の紋章が刻まれている。

## 世界遺産登録基準
この世界遺産は世界遺産登録基準のうち、以下の条件を満たし、登録された（以下の基準は世界遺産センター公表の登録基準からの翻訳、引用である）。
- (1) 人類の創造的才能を表現する傑作。
- (2) ある期間を通じてまたはある文化圏において、建築、技術、記念碑的芸術、都市計画、景観デザインの発展に関し、人類の価値の重要な交流を示すもの。

## 画像

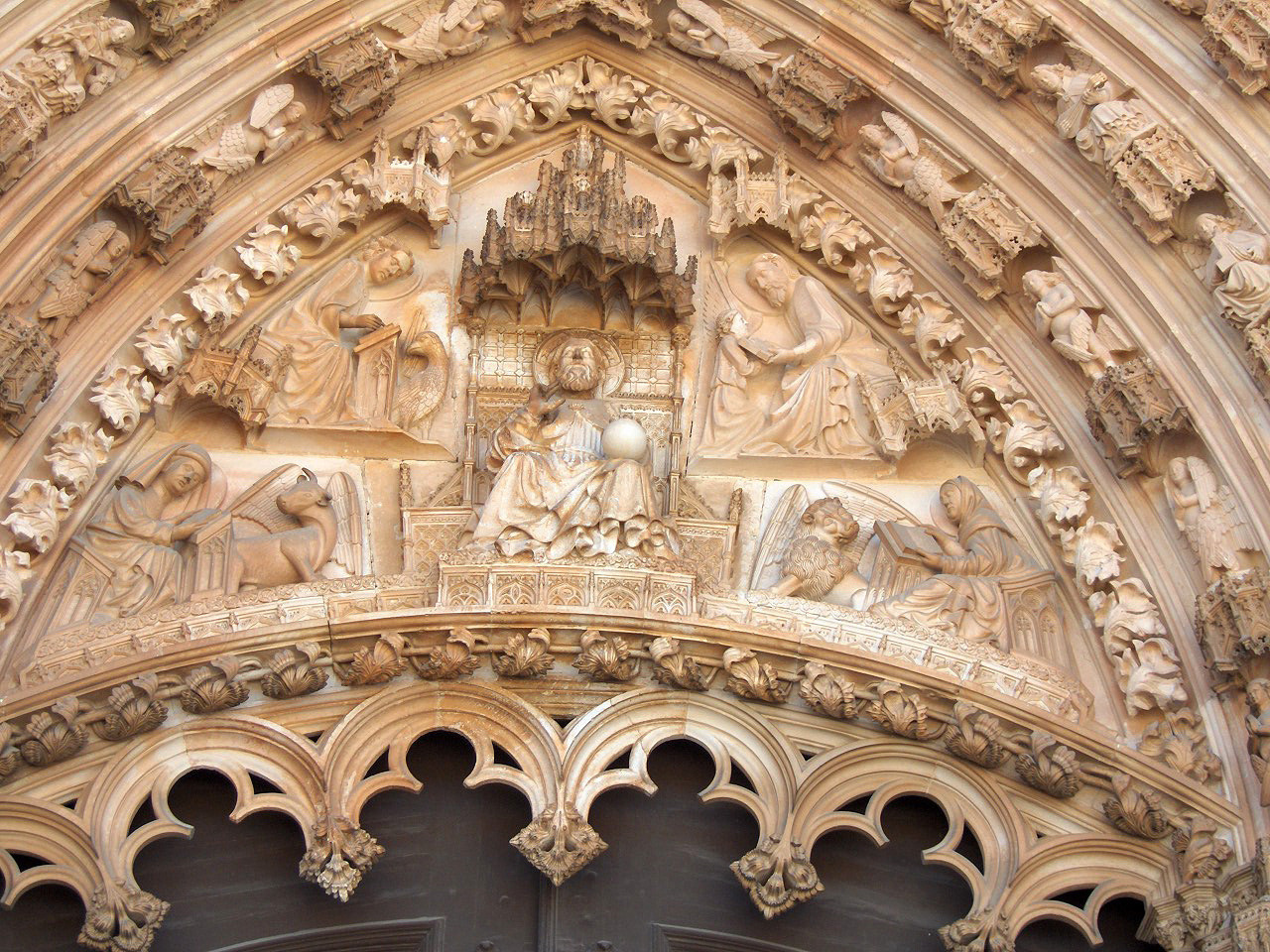
修道院入口のアーチ・ヴォールトの上部
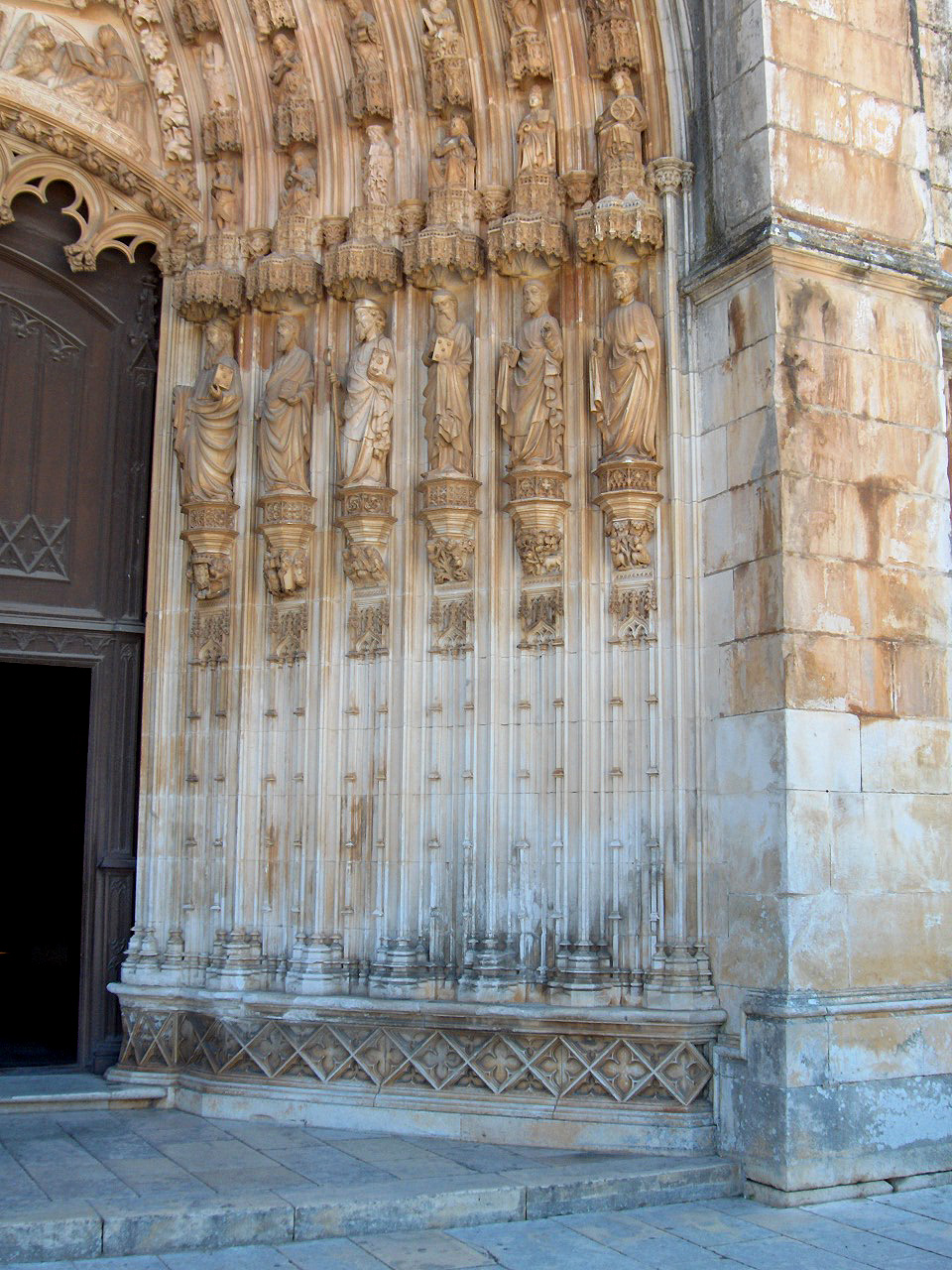
修道院入口下部(右側)
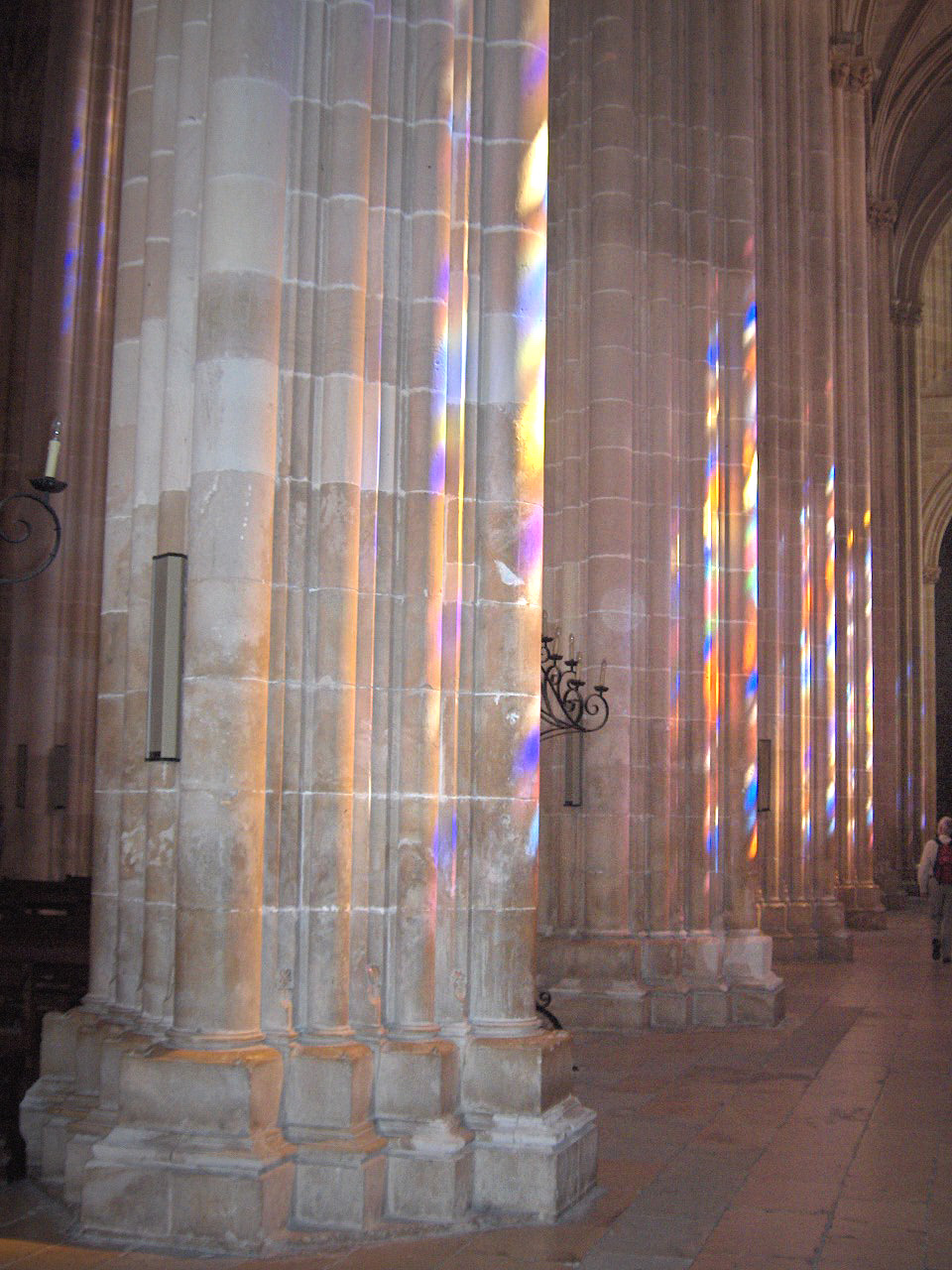
身廊。ステンドグラスを通して鮮やかな光が内部に射し込んでいる
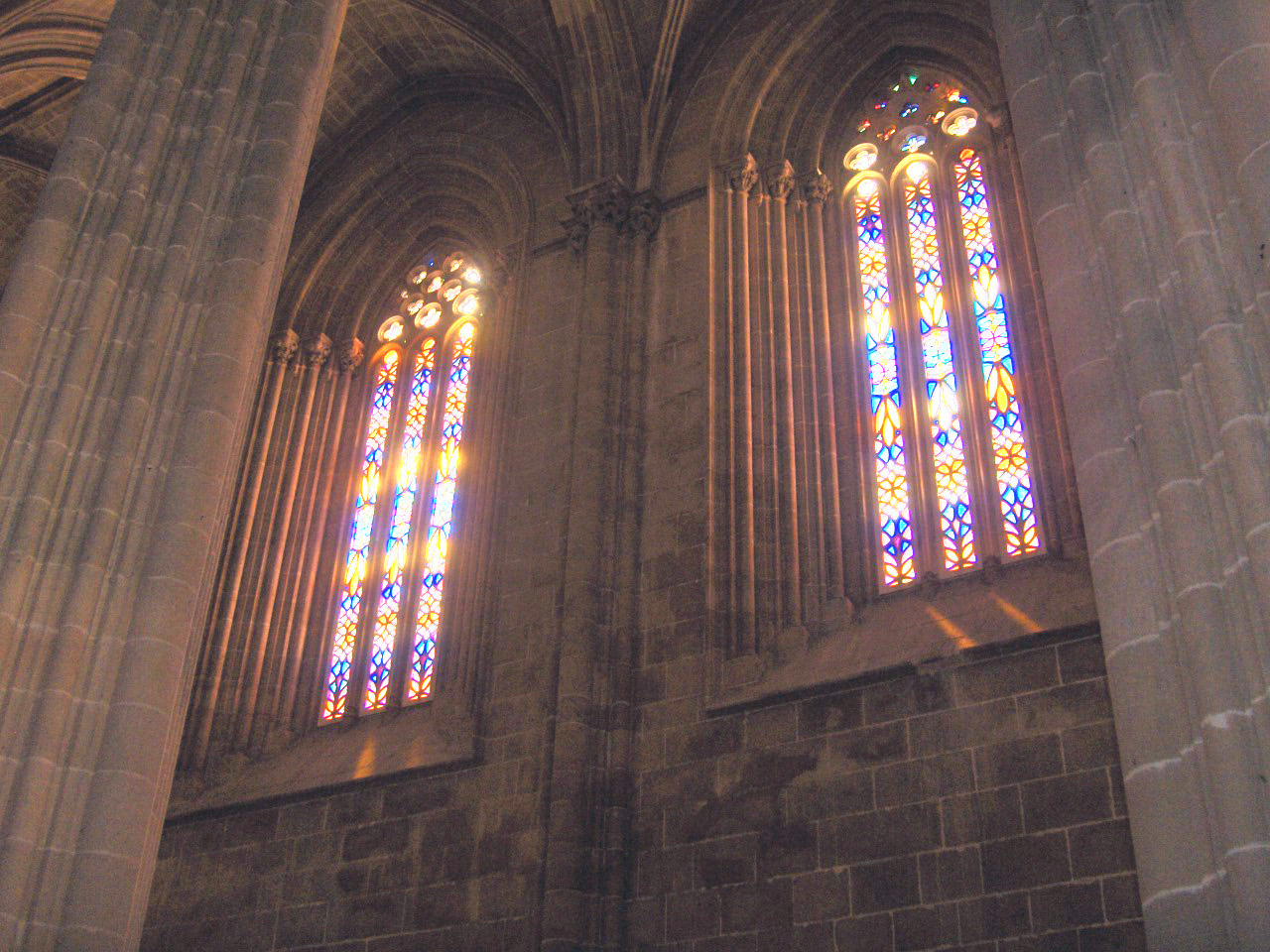
修道院を飾るステンドグラス
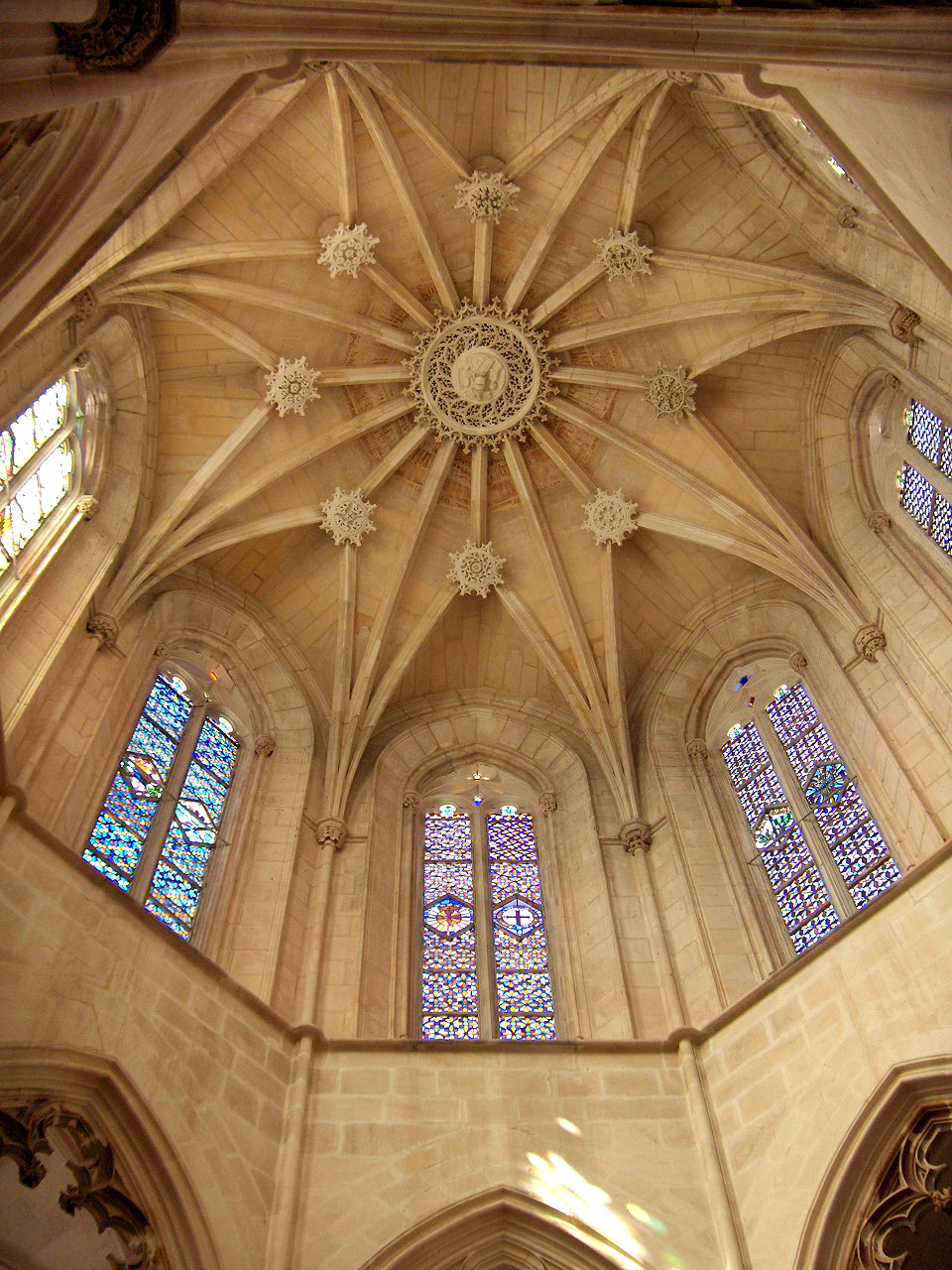
創設者の礼拝堂の上部を飾る星型ヴォールト
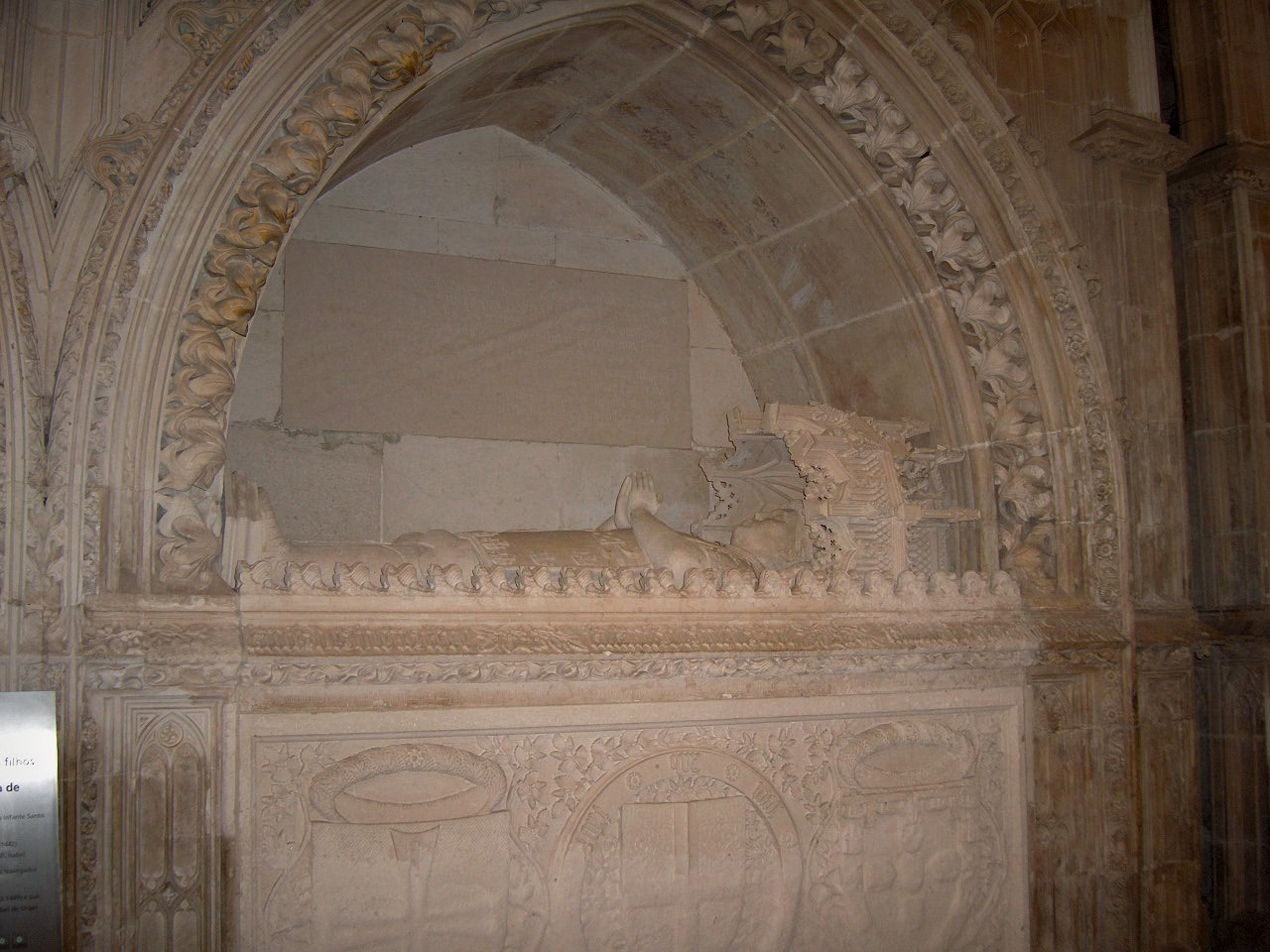
エンリケ航海王子の墓